# Ligne Barcelone - Manresa - Lérida - Almacelles
La ligne Barcelone - Manresa - Lérida - Almacelles ou ligne de Saragosse (en catalan : línia Barcelona - Manresa - Lleida - Almacelles) est une ligne de chemin de fer espagnole qui appartient à l'Administrateur d'Infrastructures Ferroviaires (ADIF) qui relie Barcelone à Lérida et l'Aragon en traversant le Vallès Occidental, le Vallès Oriental, le Bages, la Segarra et la plaine de Lérida. La ligne commence au tunnel d'Aragon à Barcelone et il finit à Almacelles pour après aller vers Saragosse.
La ligne est d'écartement ibérique et à double voie entre Barcelone et Manresa et à voie unique entre Manresa et Lérida. Les services qui passent par la ligne sont des rodalia, des régionaux et des trains de marchandises.

## Histoire

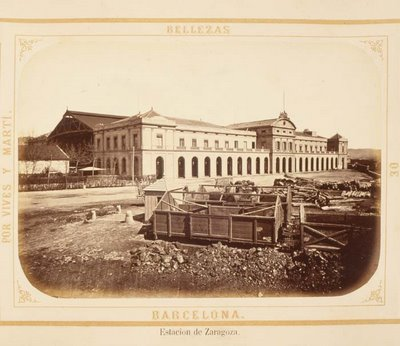
Gare de Saragosse dans la rue de Vilanova, à Barcelone.

Le 3 novembre 1852, la concession du chemin de fer reliant Barcelone à Saragosse est attribuée à Alberto Urríes, qui la transfère à la Compagnie du chemin de fer Saragosse à Barcelone, qui inaugure la voie le 2 mai 1855 entre Montcada et Sabadell.
Pour atteindre Barcelone, la société a signé un accord avec la Société des chemins de fer de Barcelone à Granollers pour leur attribuer une partie du terminal du Passage de la Duana, la moitié des travaux, et pour la construction de deux liaisons entre Montcada et Barcelone, un pour chaque entreprise. Le projet initial de gare terminale dans les terres cédées n’a pas été réalisé et a choisi des terres situées dans l’actuelle rue de Vilanova et avec l’inauguration de la ligne reliant Montcada à la gare de Vilanova ou Saragosse le 21 mai 1862, l'accord est annulé.
Ce n'est qu'en 1932 que le nouvel embranchement a été construit sur la Plaça Catalunya et en 1972 jusqu'à la Gare de Barcelone-Sants.

## Exploitation
Actuellement circulent sur cette ligne des trains de la ligne R4 des Rodalies de Barcelone en reliant la gare de Sant Vicenç de Calders à Barcelone et Manresa, en plus de la ligne R12 de moyenne distance et la ligne R43 de Lérida à Saragosse.
| Service | Terminus service          | Début ligne     | Fin ligne       | Terminus service   |
| ------- | ------------------------- | --------------- | --------------- | ------------------ |
|         | Sant Vicenç de Calders    | Barcelone-Sants | Manresa         | Manresa            |
|         | L'Hospitalet de Llobregat | Barcelone-Sants | Lérida Pyrénées | Lérida Pyrénées    |
|         | Lérida Pyrénées           | Lérida Pyrénées | Aragon          | Saragosse-Delicias |